# Guido Bustico
Guido Bustico (Pavia, 25 gennaio 1876 – Torino, 25 ottobre 1942) è stato un pedagogista e storico italiano.

## Biografia
Nacque nel 1876 a Pavia, figlio di Giuseppe Bustico e Giovanna Gandullia.
Dopo la laurea in lettere intraprese la carriera di insegnante di storia e geografia nel 1903 alla Scuola Tecnica Municipale di Salò, dove fu anche direttore della biblioteca. In seguito fu docente a Domodossola, Palermo, Novara e Torino presso l'istituto Quintino Sella.
Fu bibliotecario presso la Biblioteca universitaria di Genova, quindi direttore della civica Biblioteca Negroni di Novara (dal 1918 al 1930).
Divenne direttore della Rivista pedagogica italiana con Saverio Fausto De Dominicis.
Le sue prime opere pubblicate riguardano la storia della letteratura italiana, interesse che mantenne anche in seguito. Le sue opere sulla psicologia infantile si concentrano sullo sviluppo del senso estetico, con saggi e articoli sulla Rivista pedagogica e in altre. Si interessò inoltre di storia locale; fondò nel 1908 il bollettino Pro Benaco (che nel 1912 divenne Rivista del Garda).
Morì nel 1942 a Torino.

## Opere
- Il romanzo italiano nel secolo XIX, Massa 1897.
- Saggio di una iconografia leopardiana, Messina 1898.
- Il sentimento della gloria in G. Leopardi, Pavia 1898.
- Il sentimento estetico e l'arte nell'infanzia, Perugia 1904.
- Le vie di Salò, Salò, Tip. Devoti, 1909.
- Caterina Percoto e Francesco dall'Ongaro, Domodossola, Tip. Ossolana, 1910.
- Lettere inedite di Daniello Bartoli a Leonardo Cominelli, Genova 1910.
- Gli statuti di Premia in valle Antigorio, Domodossola, La cartografica, 1913.
- Vincenzo Monti. La vita, Messina, Principato, [1920].
- Bibliografia di Vincenzo Monti, Firenze, Olschki, 1924.
- Iconografia di Vincenzo Monti, Novara, G. Parzini, 1929.